# Pandji Pragiwaksono
Pandji Pragiwaksono (nacido en Singapur, el 18 de junio de 1979) es un cantante, locutor de radio, presentador de televisión y actor indonesio. Fue estudiante de la Facultad de Bellas Artes y Diseño en el ITB a partir desde 1997 y también exalumno de  SMA Kolese Gonzaga. Pandji casó en 2006 con su actual esposa llamada Gamila.

## Carrera
- Penyiar radio / Program Director Hard Rock FM Bandung (2001?-2003?) berpartner dengan Tike Priatnakusumah.
- Penyiar radio Hard Rock FM Yakarta (2004?-sekarang(2007)).
- pemandu acara Reality Show “Kena Deh” yang ditayangkan TV7 (2006-2007). Acara ini ditayangkan kembali di ANTV sejak 2008. hingga kini.dan menjadi puncak kepopulerannya walaupun dengan acara ulangan.
- pemain “Ngelenong Nyok” yang ditayangkan TransTV (2006).
- pemandu acara siaran pertandingan NBA di JakTV (2006-2007).
- pemandu acara “backstreet” yang ditayangkan SCTV (2006-2007).
- pembawa acara “good news” yang ditayangkan TransTV (2007).
- pembawa acara "Hole in The Wall" yang ditayangkan di RCTI (2007).
- pembawa acara "CasCisCus" yang ditayangkan di ANTV (2008).
- pembawa acara "Boombastis" yang ditayangkan di RCTI (2009).
- penulis buku "How I Sold 1000 CDs in 30 Days" yang diterbitkan Gramedia (2009).

## Discografía
- Provocative Proactive (2008)
- You'll Never Know When Someone Comes In And Press Play On Your Paused Life (2009)
- Merdesa (2010)